# 2826 Ahti
Ahti (asteroide 2826) é um asteróide da cintura principal com um diâmetro de 36,71 quilómetros, a 3,0857269 UA. Possui uma excentricidade de 0,0439269 e um período orbital de 2 117,83 dias (5,8 anos).
Ahti tem uma velocidade orbital média de 16,57904652 km/s e uma inclinação de 15,48123º.
Este asteroide foi descoberto em 18 de outubro de 1939 por Yrjö Väisälä.